# 파브르 곤충기
《파브르 곤충기》(프랑스어: Souvenirs entomologiques)는 프랑스의 곤충학자 파브르의 곤충연구서이다.
파브르는 프랑스 남부의 프로방스에서부터 노년기 알마스에서 지낼 때도 곤충에 대하여 연구했다. 《파브르의 곤충기》의 부제는 〈곤충의 본능과 습성에 관한 연구〉이며, 1879년∼1907년에 출판되었다. 모두 10권으로 된 곤충의 관찰 기록으로 편집되었으며, 남프랑스를 바탕으로 곤충의 생활을 정확하고 객관적이면서도 독특하고 아름다운 문학적 표현을 사용하여 집필하였다.
파브르는 50세부터 시작해서 92세까지 42년 동안 이 책을 집필했다.
곤충을 탐구할 때 파브르는 특유의 검은색 모자에 소박한 옷차림으로 종종 길가에 엎드려 곤충을 관찰하는 바람에 주위 사람들로부터 광인 취급을 받았다는 유명한 일화가 전해진다.
이 방대한 책의 프랑스 원본(Delagrave Press,1920-24,10Vol,Paris. ☞1979년 Robert Laffont Press에서 재출간) 을 모본로 한 한국어 완역본이 80대의 원로 불문학자들에 의해 1999년 한국에서 최초로 (주)탐구당에서 300set 한정판으로 출판되었다. 역자들은 1983년부터 1994년까지 무려 12년간 이 책을 번역했다고 한다. 이 기념비적인 한국 초역판은 역자들의 사망으로 2000년 이후 현재까지 품절 상태이며 현재 후학들에 의해 복간본 출판이 진행되고 있다고 한다.
2022년 사단법인 올재 클래식스에서 원전 1,2권을 합쳐 5권으로 정식 출판했다. 올재 클래식스 파브르곤충기

성신여자대학교 명예교수인 김진일 교수가 완역한 파브르 곤충기 10권이 출판되었으며, 김 교수 '원작의 가치를 제대로 보여주고 싶었다'고 말하였다.
그러나 이 책은 변명의 여지가 없는 표절이다. 원로 노학자 3분이 남긴 CD-ROM 내용을 그대로 베꼈기 때문이다. CD-ROM에 담긴 내용을 다음은 것이 올재 클래식스에서 나온 파브를 곤충기다. 10쪽에 보면 다음과 같이 표절에 대한 내용이 나온다. 
"역자들의 사망 뒤에 곤충 전공자가 단기간에 번역했다는 책이 시중에 나와 있기는 했으나 진정성을 믿기 어려웠습니다. 일부 곤충 용어 이외에는 번역 내용이 거의 똑같았기 때문입니다. 심지어는 오역 부분까지 그대로 답습하다시피 한 대목도 여럿 발견될 정도였습니다."

이 두 판본의 어느 쪽을 펼쳐 놓고 비교해 봐도 누구나 납득할 수 있다. 실례는 아래와 같으며 극히 일부만 표기했다. 원전에는 없는 편집자의 각주까지 그대로 복사해서 붙여넣기 했음을 알 수 있다.
| 올재 파브르 곤충기 1권 224쪽. "파브르 씨의 차남 줄스 앙드레Jules Andre로 추정된다 - 편집자 주" | 표절부 1권 261쪽. "여기서의 친구란 1877년에 사망한 파브르 씨의 차남 Jules Andre가 아닐까 하는 생각이다." |
| 올재 파브르 곤충기1권 225 쪽부터 나온 내용. 그러나 얼마만큼 깊은 곳에서는 지난번 비가 언제 왔는지에 따라 모래에 습기가 남아 있어." "앞다리를 가지고 번갈아 모래를 세게 긁기도 하고 쓸어 내기도 한다" "정확하고 빠른 것은 아마 용수철을 장치한 발목마디의 풍차를 돌린다고 해도 아마 이만하지 못할 것이다." "게걸스러운 식객에게 먹이를 빼앗기고 굶어 죽을 것이다." | 표절부 1권 263쪽 부터. "그러나 어느 정도의 깊이에서는 지난번 비가 언제 왔는가에 따라 그 정도 깊이의 모래에 습기가 남아 있다." "앞다리는 번갈아 가며 모래를 세게 긁거나 쓸어낸다" "얼마나 정확하고 빠른 솜씬지 발목마디에 용수철을 달아서 풍차를 돌려도 그만은 못할 것 같다." "게걸스러운 식객에게 먹이를 빼앗기고 종래는 굶어죽는다." |

## 주요 내용
- 제1권: 벌의 이야기와 본능에 대한 관찰
- 제2·3·4권: 가뢰의 과변태(過變態)에 관한 연구.
- 제5권: 다시 벌의 이야기를 다루고, 후반에 매미와 사마귀에 대한 연구.
- 제6권: 여러 가지 꽁지벌레의 생활과 쇠똥구리에 대해 연구.
- 제7·8권: 도롱이벌레·꿀벌·파리 등 여러 곤충에 대한 비교적 짧은 기술.
- 제9권: 거미와 전갈의 생활 기록.
- 제10권: 쇠똥구리, 딱정벌레 등을 저술. 부록으로 배추흰나비의 연구가 들어감.